# Kim Mjonggil
Kim Mjonggil (hangul: 김명길, handzsa: 金明吉, RR: Kim Myong-gil; Phenjan, 1984. október 16. –) észak-koreai válogatott labdarúgókapus.

## Pályafutása

### Klubcsapatban
Az Amnokkang csapatában játszik 2004 óta. 

### A válogatottban
2005 és 2012 között 10 alkalommal játszott az észak-koreai válogatottban és 2 gólt szerzett Részt vett a 2010-es világbajnokságon, de nem lépett pályára egyetlen mérkőzésen sem. Tagja volt a 2011-es Ázsia-kupán szereplő válogatott keretének is. 